# Walla Walla (Indianie)

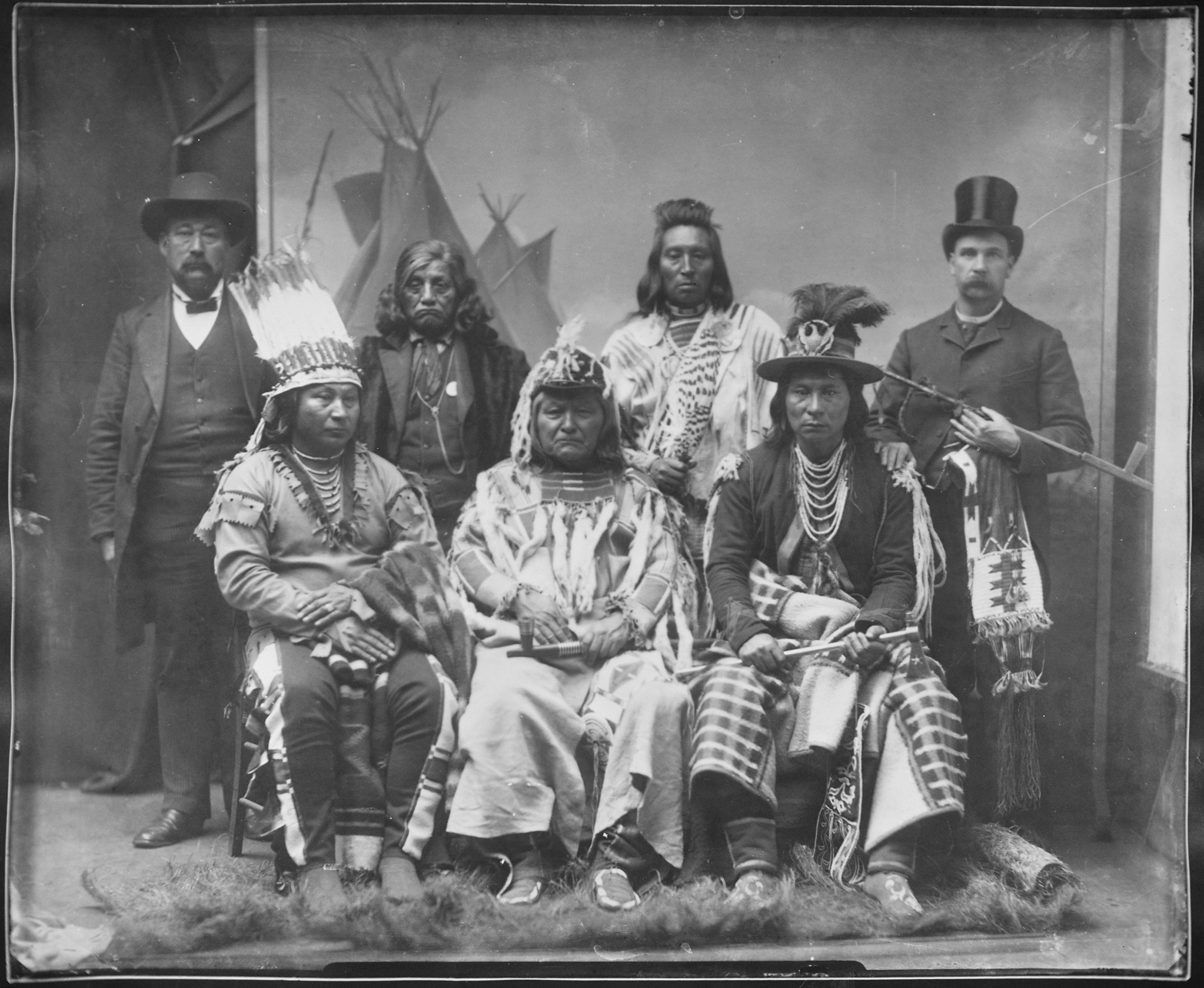
Przedstawiciele plemion z grupy językowej Sahaptin w Waszyngtonie (1890)

Walla Walla lub Wallawalla – plemię Indian z grupy językowej Sahaptin w czasach historycznych żyjących na północnym zachodzie Stanów Zjednoczonych, głównie w stanach Oregon i Waszyngton. Podwojenie w ich nazwie własnej oznacza zdrobnienie. Walla Walla tłumaczone jest na kilka sposobów, ale najczęściej jako „wiele wód”.
Tradycyjnie plemię zamieszkiwało terytoria u zbiegu rzek Kolumbia i Snake. Dziś wielu Walla Walla żyje w rezerwacie w hrabstwie Umatilla, u stóp pasma Gór Błękitnych.
Po raz pierwszy Walla Walla spotkali się z Amerykanami podczas ekspedycji Lewisa i Clarka zarówno w roku 1805, w trakcie jej drogi ku brzegowi Pacyfiku, jak i w 1806, podczas drogi powrotnej. Wódz Walla Walla, Yellepit (imię to zapisywano czasem jako Yelleppit lub Yellepitt) ciepło przyjął Amerykanów.
Lewis i Clark gościli w jego wiosce kilka dni w kwietniu 1806 roku wymieniając się podarkami i prowadząc handel wymienny. Yellepit podarował Clarkowi białego konia, ale w zamian zażądał miedzianego kotła. W związku z tym, że Amerykanie rozdali już posiadane kotły innym plemionom, Clark wręczył Yellepitowi swoją szablę oraz pewną ilość prochu i kul do strzelb. Lewis i Clark dali Yellepitowi również medal przedstawiający Thomasa Jeffersona i małą flagę amerykańską.

## Znani Walla Walla
- Dan Henderson (ur. 1970), zapaśnik, olimpijczyk (1992)